# أوليم كوربانوف
أوليم كوربانوف (مواليد 21 يونيو 1998) هو سبّاح طاجيكستاني، مثّل بلاده في الألعاب الأولمبية الصيفية 2016.

## روابط خارجية
أوليم كوربانوف على موقع الاتحاد الدولي للسباحة (الإنجليزية)
- أوليم كوربانوف على موقع SwimRankings.net (الإنجليزية)
- أوليم كوربانوف على موقع أوليمبيديا (الإنجليزية)